# 32402 Annametke
32402 Annametke è un asteroide della fascia principale. Scoperto nel 2000, presenta un'orbita caratterizzata da un semiasse maggiore pari a 2,794167 UA e da un'eccentricità di 0,236758, inclinata di 8,448913° rispetto all'eclittica. Ha un diametro di 10,668 km.